# Libnotes (Libnotes) puella
Libnotes (Libnotes) puella is een tweevleugelige uit de familie steltmuggen (Limoniidae). De soort komt voor in het Palearctisch en Oriëntaals gebied.